# Coptophyllum fulvum
Coptophyllum fulvum är en måreväxtart som först beskrevs av Heinrich Zollinger och Alexandre Moritzi, och fick sitt nu gällande namn av Reinier Cornelis Bakhuizen van den Brink. Coptophyllum fulvum ingår i släktet Coptophyllum och familjen måreväxter. Inga underarter finns listade i Catalogue of Life.